# 2 Szwadron Regulacji Ruchu
2 Szwadron Regulacji Ruchu – oddział żandarmerii Polskich Sił Zbrojnych.

## Historia Szwadronu
26 września 1945 roku kpt. Kazimierz Biliński przybył do 11 Szwadronu Żandarmerii w Porto San Giorgio, przy którym z rozkazu dowódcy Żandarmerii 2 Korpusu miał zorganizować oddział regulacji ruchu. Trzy dni później dowódca 11 Szwadronu Żandarmerii oddał do dyspozycji kapitana Bilińskiego trzech kaprali podchorążych oraz dwóch szeregowych. 30 września kapitan Biliński otrzymał pierwszy sprzęt motorowy: samochód osobowo-terenowy Ford GP, samochód 15 CWT i pięć motocykli marki Norton.
9 października 1945 roku ukazał się etat Dowództwa Szwadronu Regulacji Ruchu (ang. HQ Polish TC Coy), który przewidywał 4 oficerów i 17 szeregowych w dowództwie oraz sześć plutonów po 17 szeregowych. Łącznie Szwadron liczył 4 oficerów i 119 szeregowych.
19 października 1945 roku Dowództwo 2 Korpusu wydało rozkaz w sprawie organizacji 2 Szwadronu Regulacji Ruchu. Szwadron był samodzielną jednostką ewidencyjną i oddziałem gospodarczym, podległym bezpośrednio dowódcy Żandarmerii 2 Korpusu pod względem służbowym i fachowym. Dowódca szwadronu otrzymał uprawnienia dyscyplinarne dowódcy batalionu. Organizacja Szwadronu miała być zakończona do 15 listopada 1945 roku.
23 października 1945 roku Szwadron przejął dotychczasowe miejsce zakwaterowania 11 Szwadronu Żandarmerii, który został przeniesiony do Ankony. Dwa dni później został odczytany pierwszy rozkaz dzienny Szwadronu. 13 listopada pobrano z 37 Składnicy Parku Materiałowego osiem motocykli Norton.
Z dniem 17 stycznia 1946 roku został utworzony III pluton. 13 lutego trzech podoficerów i dwóch szeregowych odeszło do Oddziału Szkolnego Regulacji Ruchu w Senigalli. Z dniem 16 marca 1946 roku został utworzony IV pluton. 5 kwietnia dowódca Żandarmerii 2 Korpusu nadał Odznakę Żołnierzy Żandarmerii trzem oficerom, jedenastu podoficerom i dwóm szeregowym.
22 kwietnia 1947 roku Szwadron przybył do Obozu Poulton koło Wrexham.
13 maja 1947 roku Szwadron był wizytowany przez Inspektora Żandarmerii Inspektoratu PKP ppłk. Ignacego Skoczenia i dowódcy Żandarmerii Grupy Dywizyjnej 2 Korpusu ppłk. Edwarda Czuruka.
25 maja 1947 roku zorganizowano pożegnalne przyjęcie z okazji likwidacji Szwadronu. Trzy dni później rozpoczęto likwidację Szwadronu. Szeregowi wcieleni do 1 Szwadronu Żandarmerii wyjechali na nowe miejsce przeznaczenia.
4 czerwca 1947 roku Szwadron przybył do Obozu Foxley II koło Hereford. 12 czerwca 1947 roku kpt. Biliński przesłał na adres Redakcji Dziennika Żołnierza pozostałą gotówkę z Funduszu 2 Szwadronu Regulacji Ruchu w kwocie 24 funtów, 10 szylingów i 5 pensów z przeznaczeniem na „Pomoc Dzieciom Polskim na Ziemiach Odzyskanych”.
14 czerwca 1947 roku na podstawie rozkazu L.dz. 98/Tjn./Ż/47 dowódcy Żandarmerii Grupy Dywizyjnej 2 Korpusu kpt. Biliński „zdał agendy oraz sprzęt Szwadronu na ręce dowódcy 17 Szwadronu Żandarmerii mjr. Adama Kirchmayera”.

## Obsada personalna Szwadronu
- dowódca szwadronu - kpt. Kazimierz Biliński z 12 Szwadronu Żandarmerii[7]
- zastępcy dowódcy szwadronu
  - ppor. Jan Bączkowski (p.o. od 25 X 1945[14])
  - ppor. Zygmunt Sławikowski z 2 Warszawskiego Szwadronu Żandarmerii (od 23 II 1945[15])

- dowódcy I plutonu
  - plut. Michał Okołotowicz z 11 Szwadronu Żandarmerii (p.o. 25 X 1945 - 16 I 1946)
  - st. wachm. Henryk Wach (od 17 I 1946)
  - wachm. Wilhelm Haśko z Plutonu Śledczego 2 Korpusu (od 16 III 1946[16])

- dowódcy II plutonu
  - wachm. Zygmunt Pałangiewicz z 5 Kresowego Szwadronu Żandarmerii (p.o. 30 X - 22 XI 1945[4])
  - wachm. Stefan Bachmatiuk (od 22 XI 1945)

- dowódca III plutonu - wachm. Zygmunt Pałangiewicz (od 17 I 1946)
- dowódca IV plutonu - kpr. pchor. Antoni Tomaszewski z 12 Szwadronu Żandarmerii (od 16 III 1946[17])

- szefowie szwadronu
  - wachm. Stefan Bachmatiuk (p.o. 25 X - 22 XI 1945, były dowódca posterunku przy 18 Kompanii Zaopatrywania brygady[18])
  - chor. Antoni Garbacki z 12 Szwadronu Żandarmerii (od 22 XI 1945[19])
  - st. wachm. Henryk Wach

- oficer ideowo-wychowawczy - ppor. Henryk Niewiarowski z 17 Szwadronu Żandarmerii (od 21 III 1946)[20]
- por. Witold Daleki-Dalski